# 外山正成
外山 正成（とやま まさなり）は、戦国時代の武将。徳川家康に仕えた。

## 略歴
永禄3年（1560年）より徳川家康に仕える。永禄11年（1568年）掛川城の戦いでは敵首級を得る武功を立てる。元亀3年（1572年）三方ヶ原の戦いでは石川数正の部隊に所属し、山県昌景などの部隊と交戦。敵将へ一番槍を入れ、渡辺守綱がこれを討ったが、首級は上げられなかった。その撤退戦の最中に戦死。